# Zvončići (botanika)
Zvončići (лат. Campanulaceae) je porodica reda Asterales, divizije Eudicotiledonae, sa 2.400 vrsta u 84 roda zeljastih biljaka cvetnica, grmova, a retko malog drveća. Često sadrže mlekolike neotrovne sokove.
Porodica je imenovana po tipskom rodu Campanula.
 Među njima su i poznate baštenske biljke rodova Campanula (zvončić),  i  (balonastih cvetova).
Ova porodica je gotovo kosmopolitski rasprostranjena. Osim široke zastupljenosti na severnoj hemisferi, javlja se i na južnoj hemisferi. Južna Afrika je izuzetno bogata članovima ove porodice. Ovih vrsta nema u Sahari, Antarktiku, Severoistočnoj Aziji i severnom Grenlandu.

## Opis
Listovi su često naizmenični, ređe nasuprotni. Oni su takođe jednostavni i bez sporednih listića (zalistaka). Cvetovi su dvopolni, u obliku zvona, koje se sastoji od uskih cevi nalik krunicu sa malim proširenjem režnjeva. Mnogde su u raznim nijansama plave boje i susednih delova spektra.
Cvetna formula je: {\displaystyle \downarrow } ili {\displaystyle \star \;K_{5}\;[C_{(5)}\;A_{5}]\;G_{\underline {(2-3-5)}}} ili {\displaystyle G_{\overline {(2-3-5)}}}
Plodovi su bobice ili kapsule.

## Sistematika

### Potporodice i rodovi
- - Evropa i Azija
- - Sibir
- - Južna Evropa i Azija
- - Azorska ostrva
- - Reinion
- - uglavnom severna hemisphera
- - Kanarska ostrva i istočna Afrika
- - Istočna Azija
- - Južna Afrika
- - Centralna Azija
- - Istočna Azija
- - Centralna Azija
- - Kina
- - Jugoistočna Evropa i zapadna Azija
- - Moroko
- - Kavkaz
- - Amerika
- - Tropska Afrika i Madagaskar
- - Koreja
- - Reinion
- - Amerika
- - Kina
- - Evropa i jugozapadna Azija
- - Evropa i južna Afrika
- - Himalaji
- - Afrika
- - Južna Afrika
- - Srednji istok
- - Južna Afrika
- - Madeira
- - Jugozapadna Afrika
- - Mauricijus
- -{Numaeacampa
- - Centralna Azija
- - Jugoistočna Azija
- - Krit
- - Alpi
- - Evropa i Azija
- - Istočna Azija
- -{Popoviocodonia- Istočni Sibir
- - Južna Afrika
- - Južna Afrika
- - Južna Afrika
- - Centralna Azija
- - Južna Afrika
- - Jugoistočna Evropa i zapadna Azija
- - Južna Afrika
- - Jugoistočna Evropa, srednji istok i centralna Azija
- - Južna Afrika
- - Amerike i južna Evropa
- - uglavnom južna hemisfera
- - Iran

- - Društvena Ostrva
- - Havaji
- - Severni Andi i centralna Amerika
- - Neotropi
- - Havaji
- - Havaji
- - Havaji
- - Madagaskar
- - Neotropi
- - Tropska Afrika
- - Severozapadna Amerika i južna Amerika
- - Južna Afrika
- - Meksiko
- - Zapadni Indi
- - Amerika
- - Australija, Novi Zeland i Južna Amerika
- - Australija
- - Kalifornija
- - kosmopolitska
- - Andi
- - Južna Afrika
- - Kalifornija
- - Amerika
- - Australazija
- - Nova Gvineja
- - Društvena ostrva
- - Neotropi
- - Južna Evropa i severna Afrika
- - Havaji
- - Havaji
- - Sv Helena
- - Južna Afrika

- - Afrika
- - S Čile
- - Amerika
- - Kalifornija
- - Meksiko

## Fosilni zapis
Najranija poznata pojava Campanulaceae polena je iz oligocenskih slojeva. Najraniji Campanulaceae makrofosili su seme †Campanula paleopyramidalis u 17-16 miliona godina starim miocenskim depozitima u Novom Sonču na Karpatima u Poljskoj. To je bliki srodnik izumrlog Campanula pyramidalis.

## Hemijska jedinjenja
Planovi potfamilije Lobelioideae sadrže alkaloid lobelin. Glavni oblik skladištenja ugljenik hidrata kod Campanulaceae je inulin, polifruktan koji se isto tako javlja u srodnim Asteraceae vrstama.

## Literatura
- Campbell  N. A.;  . (2008). Biology. 8th Ed. Person International Edition, San Francisco. ISBN 978-0-321-53616-7.

- Lammers, T.G. (2007). World Checklist and Bibliography of Campanulaceae. Richmond, Surrey, United Kingdom: Royal Botanic Gardens, Kew.
- Fedorov, A.; Kovanda, M. (1976). „Campanulaceae”.  Ур.: T.G. Tutin; V.H. Heywood;  . Flora Europaea. Cambridge University Press. стр. 74—93.
- Borsch, T.; Korotkova, N.; Raus, T.; Lobin, W.; Loehne, C. (2009). „The petD group II intron as a genus and species level marker: Utility for tree inference and species identification in the diverse genus Campanula (Campanulaceae)”. Willdenowia. 39: 7—33. doi:10.3372/wi.39.39101.
- Roquet, C.; Sáez, L.; Aldasoro, J. J.; Alfonso, S.; Alarcón, M. L.; Garcia-Jacas, N. (2008). „Natural delineation, molecular phylogeny and floral evolution in Campanula”. Systematic Botany. 33: 203—217. doi:10.1600/036364408783887465.
- Cosner, M. E.; Raubeson, L. A.; Jansen, R. K. (2007). „Chloroplast DNA rearrangements in Campanulaceae: phylogenetic utility of highly rearranged genomes” (PDF). BMC Evolutionary Biology. 4 (27): 1—17. PMC 516026 . PMID 15324459. doi:10.1186/1471-2148-4-27.
- Eddie, W. M. M.; Shulkina, T.; Gaskin, J.; Haberle, R. C.; Jansen, R. K. (2003). „Phylogeny of Campanulaceae s. str. inferred from ITS sequences of nuclear ribosomal DNA”. Annals of the Missouri Botanical Garden. 90 (4): 554—575. doi:10.2307/3298542.

## Spoljašnje veze
- Topwalks Архивирано на веб-сајту  (3. октобар 2011)
- Flowers in Israel Архивирано на веб-сајту  (12. октобар 2011)
- Angiosperm Phylogeny Website